# Reinhard Sebastian Zimmermann
Pour les articles homonymes, voir Zimmermann.
Reinhard Sebastian Zimmermann, né en 1815 à Hagnau am Bodensee et mort en 1893 à Munich, est un peintre allemand élève à l’académie des beaux-arts de Munich de Julius Schnorr, Heinrich Maria von Hess et Clemens von Zimmermann.

## Biographie
Tout d'abord peintre de portrait, il devint peintre à la cour du grand-duc de Bade.
On trouve ses tableaux à Londres,Victoria and Albert Museum et à Munich, Neue Pinakothek.
Les fils de Reinhard Zimmermann, Ernst Zimmermann (de) et Alfred Zimmermann (de), sont également des peintres connus.

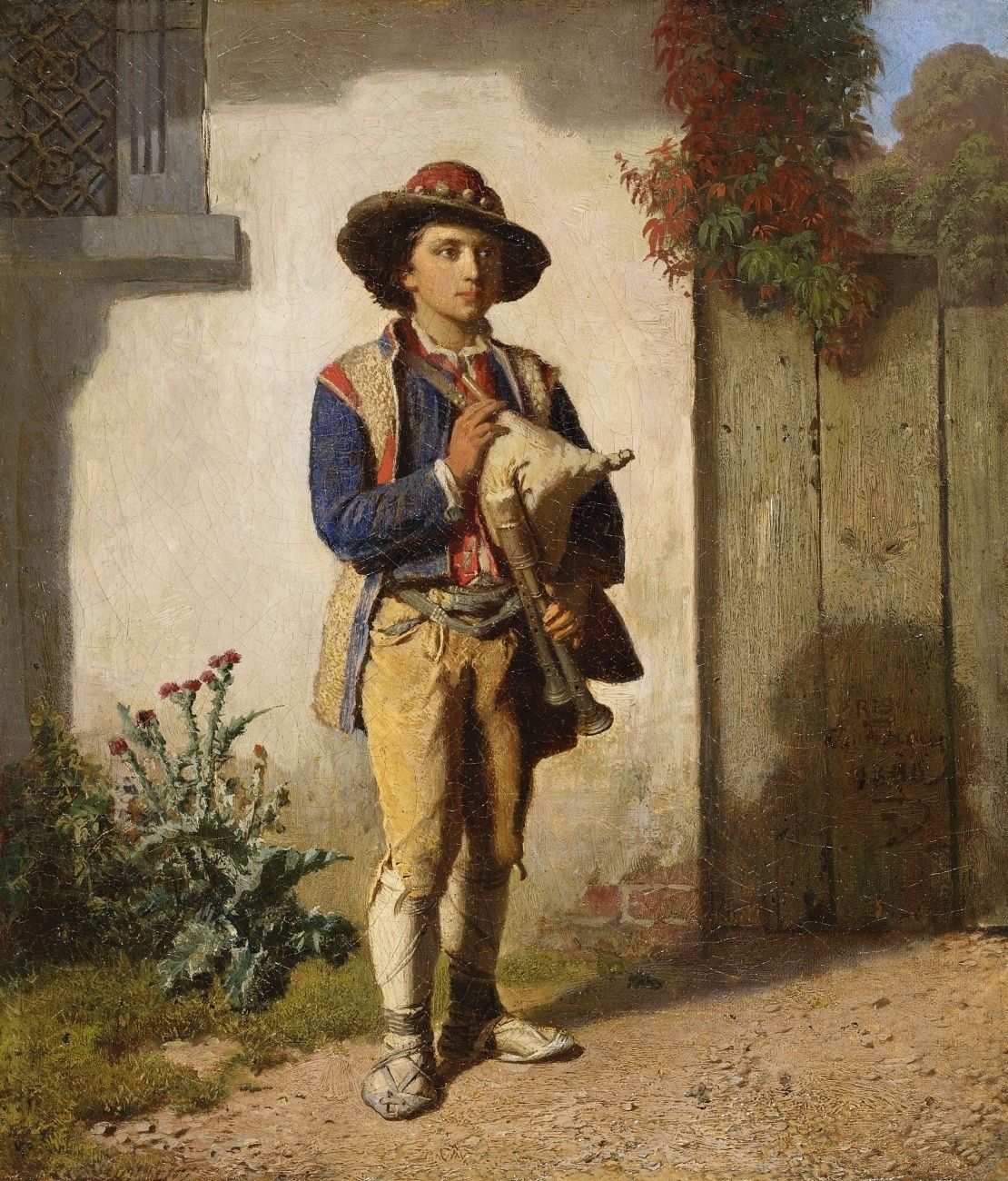
Le Petit savoyard à la cornemuse, 1860
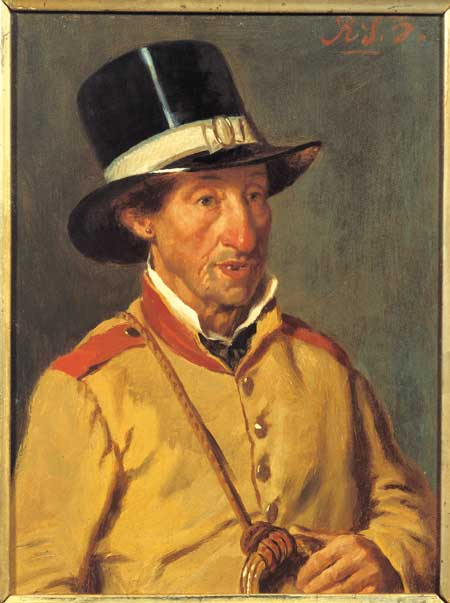
Postillon de Bade, 1870
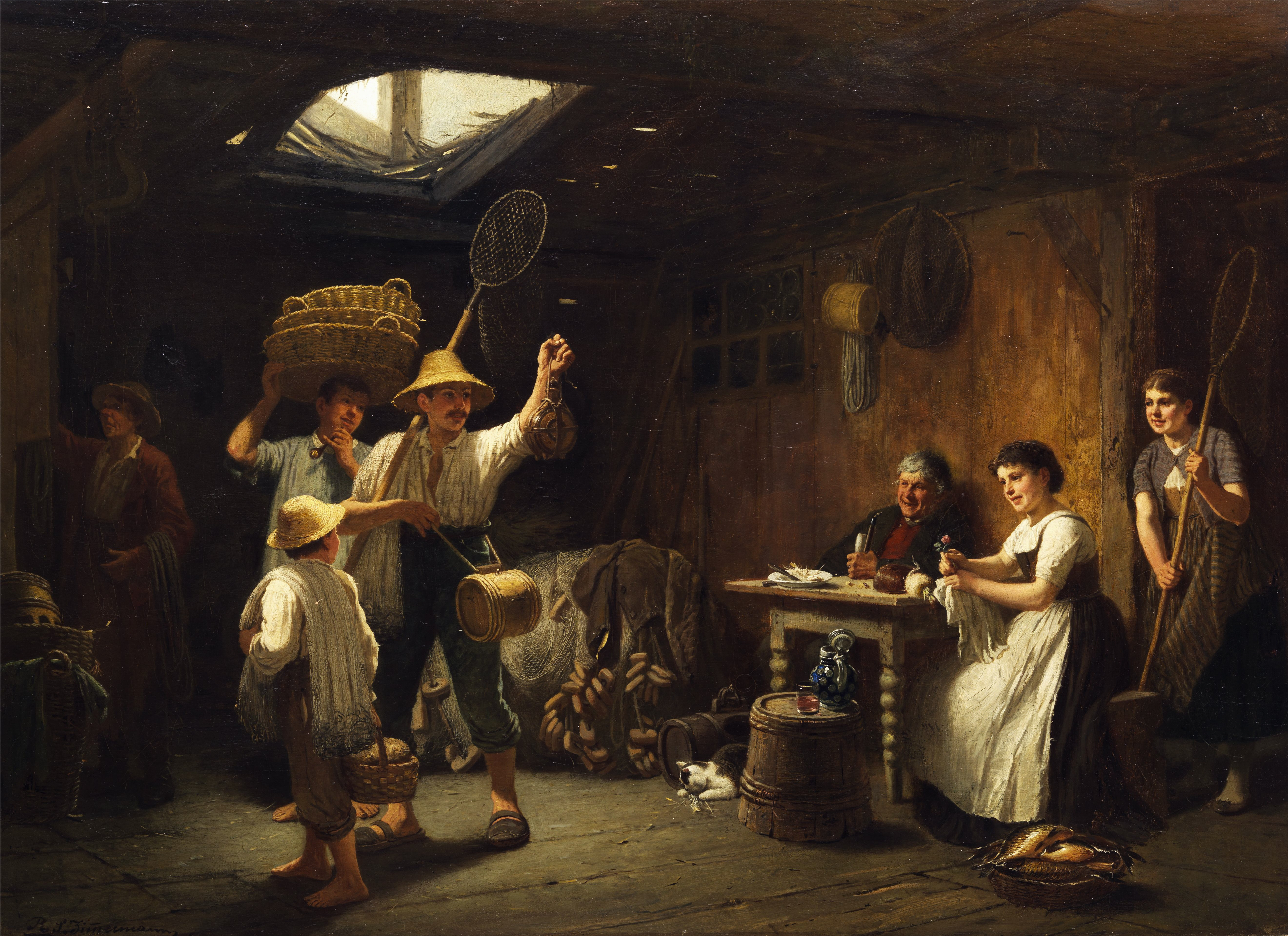
Départ pour la pêche, non daté